# Aleksander Michaux

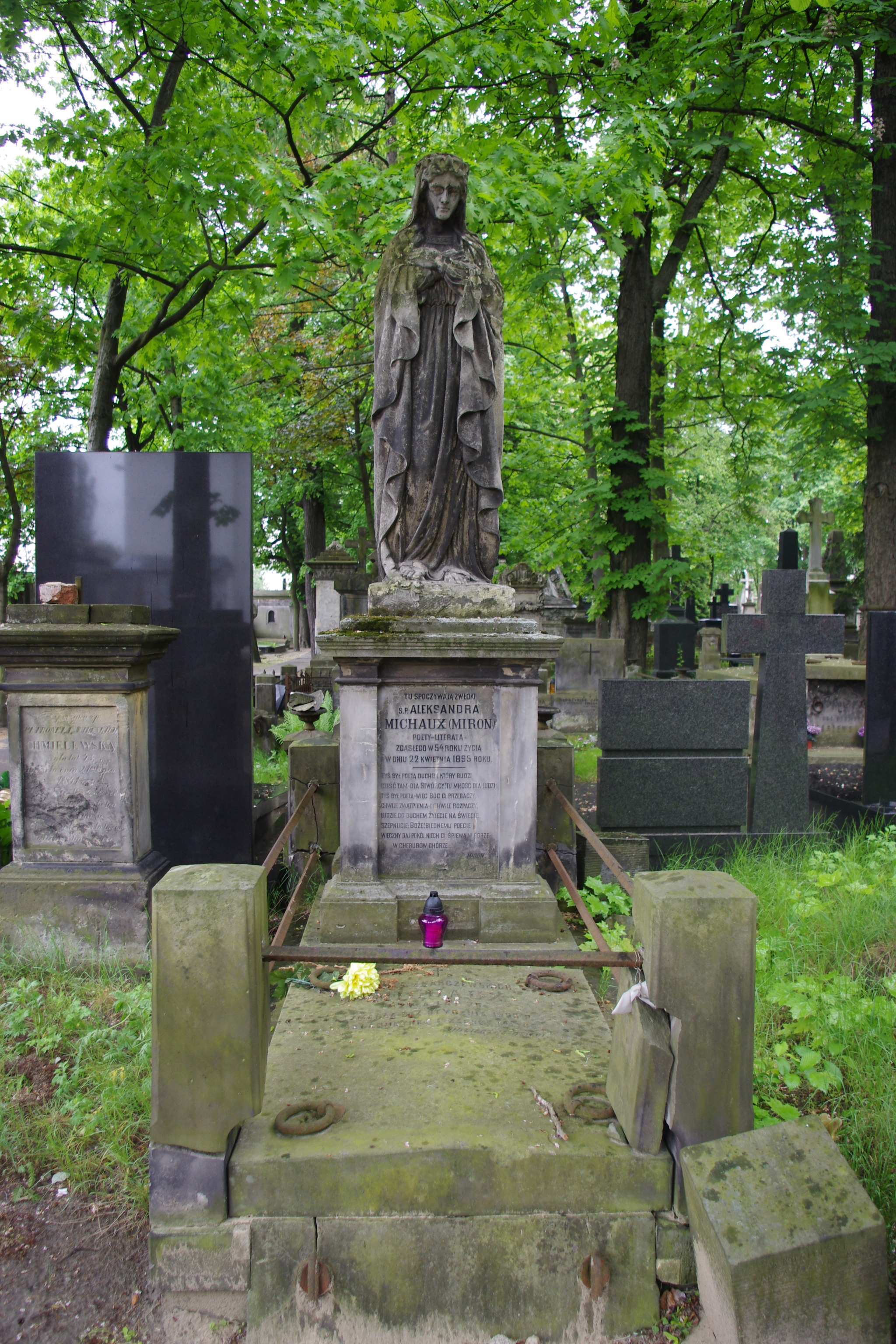
Nagrobek rodziny Michaux na Starych Powązkach w Warszawie

Aleksander Adam Michaux, ps. Miron (ur. 28 listopada 1839 w Warszawie, zm. 22 kwietnia 1895 tamże) – polski poeta pochodzenia belgijskiego, przedstawiciel parnasizmu.

## Życie
W latach 1868–1874 współtworzył i współredagował „Kurier Warszawski”. Tłumaczył m.in. wiersze Byrona, Heinego i Musseta.
Miron zadebiutował w 1861, publikując swoje wiersze w Pszczole. W ciągu swojego krótkiego życia ogłosił drukiem tylko jeden tom Poezyj (1884). Był również autorem słów do Dziewczęcia i ptaka Moniuszki. W latach 1866–1867 pisywał felietony pt. Listy z ulicy X. Jako poeta zamilkł pod koniec lat 70. XIX wieku.
Współpracował z rozmaitymi pismami, m.in. „Przeglądem Tygodniowym”. W latach 1867–1874 był współwłaścicielem i współredaktorem „Kuriera Warszawskiego”.
Michaux uznawany jest za jedną z najtragiczniejszych postaci polskiej literatury. Zamożny, cieszący się powodzeniem u kobiet mężczyzna szybko popadł w alkoholizm, stracił majątek, co doprowadziło go do choroby psychicznej. Jan Tomkowski pisze w swoim eseju: Wiktor Gomulicki, niestrudzony obrońca „wyklętych”, przekazał potomnym słynną relację ze swojego ostatniego spotkania z Mironem. Doszło do niego w Warszawie, na Placu Bankowym. Poeta – daleki już wówczas od stanu równowagi psychicznej – wlókł za sobą potężną gałąź wierzby, którą brał za cyprys. Być może w marzeniach znajdował się wtedy zupełnie gdzie indziej – na przykład w krainie bardziej życzliwej zabłąkanym poetom.
Jego żoną była Julia Höhr (wdowa, z domu Karczewska), z którą miał syna Juliana (1867-1925), szermierza i olimpijczyka.
Został pochowany w grobowcu rodzinnym na cmentarzu Powązkowskim w Warszawie (kwatera 5, rząd 6, miejsce 3).

## Twórczość
W swojej twórczości czerpał z mitologii greckiej i Biblii, którą często łączył z atrybutami współczesności, np. z koleją żelazną. Pewien znawca podsumował twórczość Mirona słowami: piewca brudnych szyldów, latarni „jak pijaka źrenice”, upiornych szynków, typów spod ciemnej gwiazdy, wszechobecnej brzydoty. Stałym motywem tej poezji jest gorzki krytycyzm, zwątpienie w sens życia, trwałość sztuki i w przyszłe losy człowieka. Mirona zalicza się dzięki temu do grona prekursorów Młodej Polski. W swoich literackich przekonaniach znacznie odbiegał od światopoglądu pozytywistów, toteż jego osiągnięcia nie spotkały się z zainteresowaniem współczesnych mu czytelników, rychło popadając w zapomnienie. Dopiero późniejsza krytyka literacka (m.in. Aleksander Brückner czy Piotr Chmielowski) zwróciła uwagę na jego talent i znaczenie dla literatury okresu schyłku pozytywizmu; nie pomogło to jednak w zdobyciu dla Mirona należnego miejsca w świadomości czytelniczej potomnych.